# عبدالله عفیفه
عبدالله عفیفه (انگلیسی: Abdulla Afifa؛ زاده ۴ مهٔ ۱۹۹۱) یک بازیکن فوتبال اهل قطر است.